# باکچا
باکچا (انگلیسی: Bakcha) یک شهرک در شهرستان بوزدیاکسکی باشقیرستان کشور روسیه است.